# 蒙图瓦城
蒙图瓦城（法語：Ville-au-Montois，法語發音：[vil o mɔ̃twa]）是法国默尔特-摩泽尔省的一个市镇，属于布里埃区。

## 地理
蒙图瓦城（49°24'41"N, 5°46'56"E）面积12.33 平方千米，位于法国大東部大區默尔特-摩泽尔省，该省份为法国东北部内陆省份，是洛林的一部分，北邻比利时、卢森堡，北起顺时针与摩泽尔省、下莱茵省、孚日省和默兹省接壤。
与蒙图瓦城接壤的市镇（或旧市镇、城区）包括：巴略、巴扎耶、菲利埃、若佩库尔、莱镇、莫尔方丹。

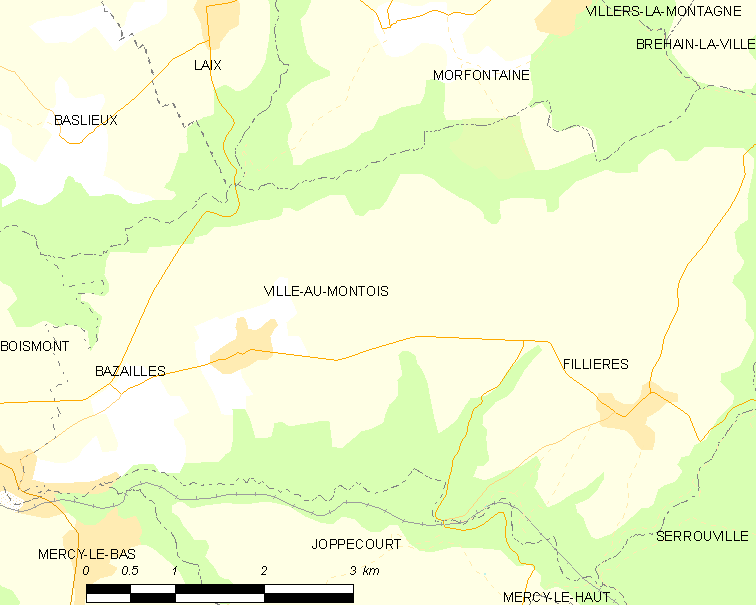
蒙图瓦城的OSM定位图

蒙图瓦城的时区为UTC+01:00、UTC+02:00（夏令时）。

## 行政
蒙图瓦城的邮政编码为54620，INSEE市镇编码为54568。

## 政治
蒙图瓦城所属的省级选区为蒙圣马丹县。

## 人口

1962-2008年间蒙图瓦城人口变化图示

蒙图瓦城于2022年1月1日时的人口数量为246人。